# (4202) Minitti
(4202) Minitti es un asteroide perteneciente al cinturón de asteroides, descubierto el 12 de febrero de 1985 por Henri Debehogne desde el Observatorio de La Silla, Chile.

## Designación y nombre
Designado provisionalmente como 1985 CB2. Fue nombrado Minitti en honor al científico Michelle Minitti de la Universidad de Arizona, que ha estudiado los minerales del planeta Marte.